# Joachin Yaw Acheampong
Joachim Yaw Acheampong (Accra, 2 novembre 1973) è un allenatore di calcio ed ex calciatore ghanese, di ruolo centrocampista.

## Palmarès

### Club

#### Competizioni nazionali
- Coppa di Svezia: 1

IFK Norrköping: 1994